# Mujeres de consuelo

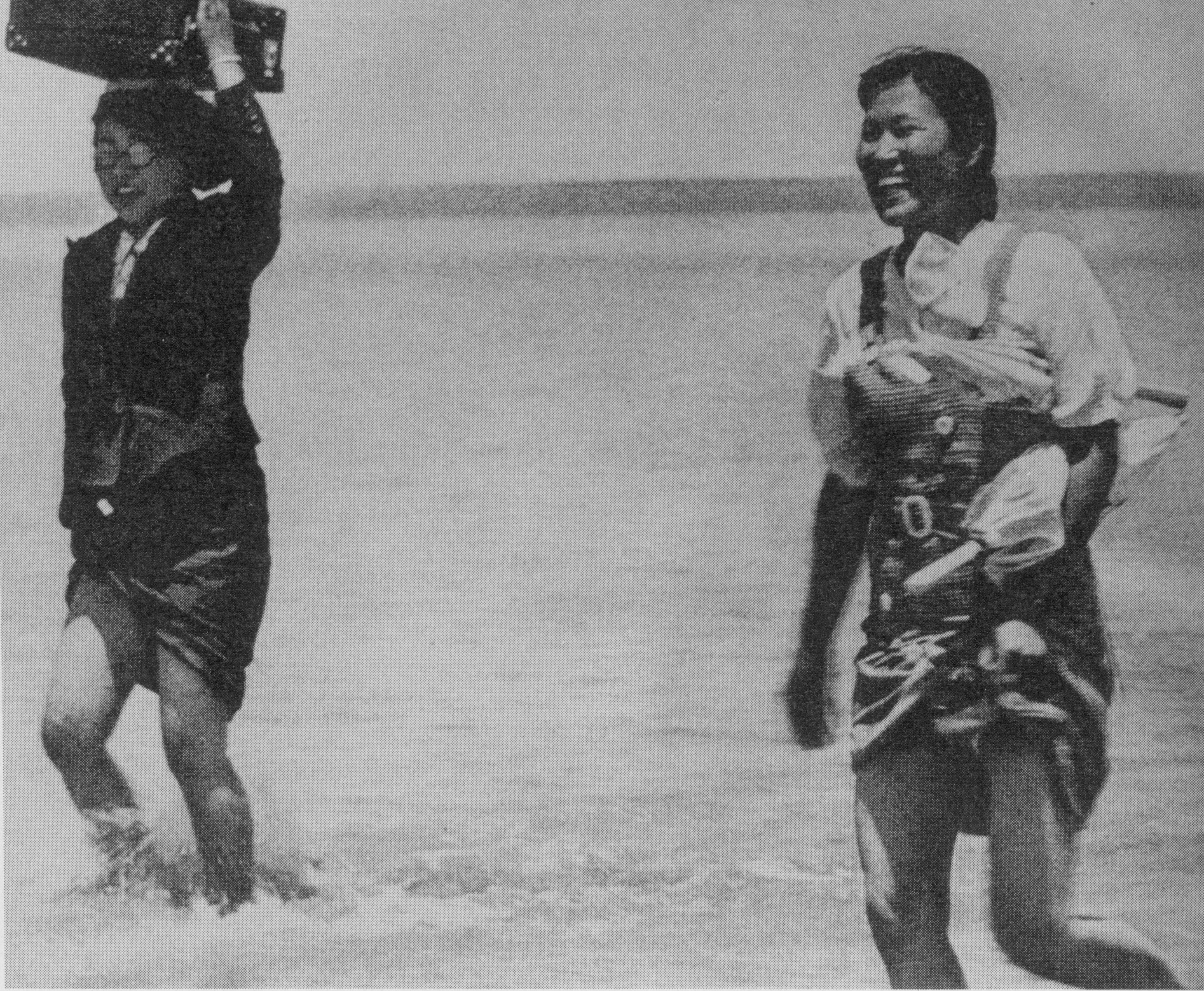
Mujeres de consuelo cruzando un río siguiendo a soldados.

El término «mujeres de consuelo» o «mujeres de solaz» (en japonés, 慰安婦, ianfu, de [w]ian, ‘consolar y entretener’, y bu/fu, ‘mujer adulta’) fue un eufemismo usado para describir a las mujeres que eran forzadas a la esclavitud sexual por parte de los militares japoneses durante la Segunda Guerra Mundial.
Como un caso extremo de crímenes de guerra del Imperio del Japón, las estimaciones sobre la cantidad de mujeres involucradas varía, entre un número mínimo estimado de 20 000 (según el historiador japonés Ikuhiko Hata) y un máximo de unas 410 000 (según un autor chino), pero el número exacto continúa bajo investigación y debate. Con una mayoría de mujeres de Corea, China, Japón y las Filipinas, y además mujeres de Tailandia, Vietnam, Malasia, Taiwán, Indonesia y otros territorios ocupados por las tropas imperiales, fueron usadas en las "estaciones de consuelo". Las estaciones fueron instaladas en Japón, China, las Filipinas, Indias Orientales Neerlandesas (actualmente Indonesia), luego en Malasia, Tailandia, Birmania, Nueva Guinea, Hong Kong, Macao, y lo que fue la Indochina francesa.
Las mujeres jóvenes en los países y regiones bajo el control del Imperio japonés eran secuestradas de sus casas. En muchos casos se les engañaba con la promesa de trabajo en fábricas o restaurantes y, una vez reclutadas, las mujeres eran encarceladas en "estaciones de consuelo" en países extranjeros. Otras mujeres fueron detenidas a punta de pistola, y algunas, después de ser violadas fueron llevadas a "estaciones de consuelo". Ha sido documentado que los mismos militares japoneses reclutaban mujeres a la fuerza. Algunas "estaciones de consuelo" fueron administradas de forma privada, supervisadas, o administradas, directamente por el Ejército Imperial Japonés.

## Terminología
Las mujeres de consuelo se llaman ianfu (en japonés:いあんふ, en kanji: 慰安婦) y wianbu (en coreano: 위안부, en hanja: 慰安婦). Existen diversos nombres que se refieren a la esclavitud femenina durante la Segunda Guerra Mundial: jugun ianfu (從軍慰安婦) o chonggun wianbu (종군위안부); chongsindae (정신대) o cuerpo de mujeres voluntarias; las esclavas sexuales militares japonesas en inglés (Japanese Military Sexual Slavery, 일본군성노예), usado en el reporte de los aliados estadounidenses en 1944.
En los idiomas asiáticos del noreste, la palabra 慰安婦 significa las mujeres que proveen consuelo y descanso (a los hombres). La estación de consuelo o el centro de consuelo (en japonés: いあんじょ, ianjo; en coreano: 위안소) incluye la misma letra de 慰安 (ian o wian). La palabra, jugun ianfu es usada por los japoneses desde después de la guerra, pero conserva el significado de a voluntad o ir voluntaria a los lugares de guerra. Motivo por el cual no es aceptada por las víctimas. El término chongsindae tiene su origen en el Cuerpo de Mujeres Voluntarias, término que fue usado por los militares y por los periodistas desde la década de 1930, mientras que chongsindae abarca la noción de esclavas sexuales y mujeres que se incorporaron a los trabajos forzados. El Consejo coreano para las mujeres motivado por la esclavitud sexual militar impuesta por Japón entonces decidió usar el término de esclavas sexuales de los militares japoneses, limitando el uso de chongsindae a las mujeres que fue forzadas a efectuar los trabajos coactivos como kunro chongsindae (en coreano: 근로정신대).
A nivel internacional, a las mujeres de consuelo se les llama esclavas sexuales forzadas por el Ejército Imperial Japonés (Enforced military sex slaves by the Japanese). En 1996, la Comisión de Derechos Humanos de las Naciones Unidas aprobó una resolución que nombra a las víctimas de los militares japoneses como esclavas sexuales y la Organización Internacional del Trabajo también anunció que Japón violó su convención N°29, que prohíbe trabajos coactivos y esclavitud forzosa, al engañar a muchas mujeres durante su proceso de expansión.
En 2012, el periódico coreano Chosun Ilbo difundió la noticia de que Hillary Clinton, entonces Secretaría de Estado de los Estados Unidos anunció públicamente que el término de mujeres de consuelo es incorrecto y, en su lugar debe adoptarse el de esclavas sexuales forzadas (Enforced sex slaves) en su departamento, causando el rechazo de Tokio.

## Organización del sistema de lasmujeres de consuelo

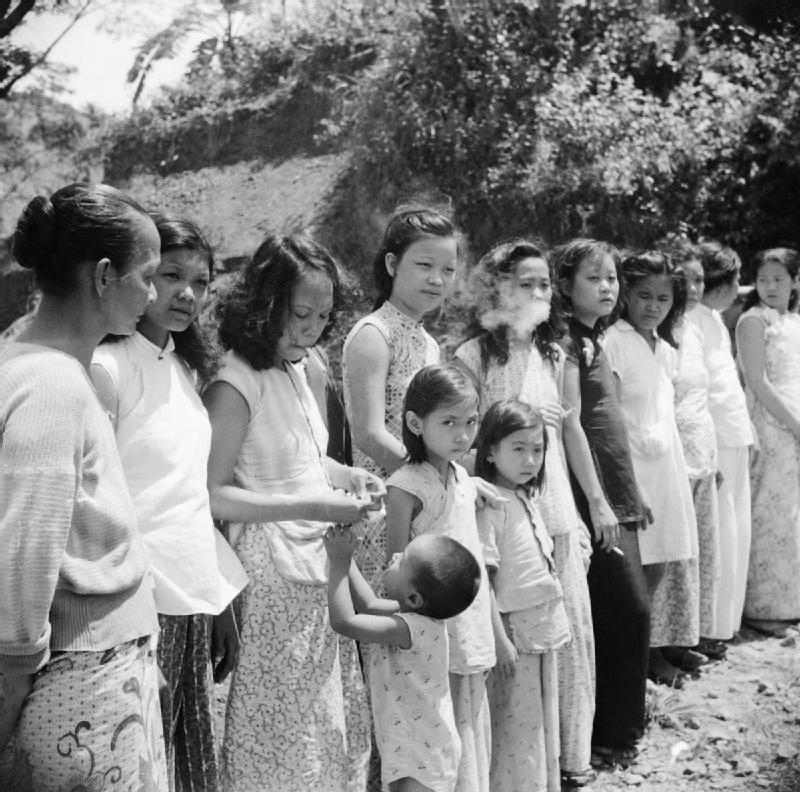
Niñas chinas y malayas reclutadas por la fuerza en Penang por los militares para trabajar como "mujeres de consuelo" para las tropas.

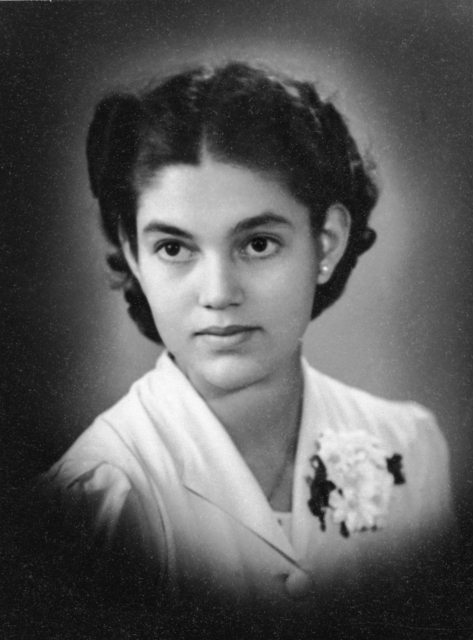
Fotografía de Jan Ruff O'Herne, tomada poco tiempo antes de que ella, su madre, y hermanas, y miles de otras neerlandesas y niños fueran internados en Ambarawa (en Indonesia). En los meses subsiguientes, O'Herne, junto con otras seis mujeres neerlandesas, fueron violadas, día y noche, por el personal militar japonés.

### La prostitución militar japonesa
La necesidad militar del propósito de facilitar las estaciones de consuelo era prevenir las violaciones cometidas por los soldados japoneses, y así evitar hostilidades con los pobladores en los países ocupados.
Dado el carácter abierto y la bien organizada prostitución en Japón (véase Oiran), para las fuerzas armadas japonesas, también se ideó un sistema de prostitución igual de estructurado. El ejército estableció las estaciones de consuelo para prevenir enfermedades venéreas y violaciones por parte de los soldados japoneses, para proveer consuelo a los soldados e interceptar el espionaje. Pero las estaciones de consuelo no fueron la solución a los dos primeros problemas. De acuerdo con el historiador japonés Yoshiaki Yoshimi, estas agravaron el problema. Yoshimi aseguró, "El Ejército Imperial temía que el descontento de las tropas pudiera transformarse en una revuelta o un amotinamiento. Por esto los proveían de mujeres."
Como el Imperio de Japón trató de expandirse a Manchuria y a la región este de Rusia, muchos soldados se enviaron y alistaron en forma de divisiones. La prostitución se aplicó masivamente con y sin licencia y también se llevaron a efecto violaciones de civiles en el noreste de China. En 1918, (sin mencionar las decenas de miles de mujeres afectadas) las enfermedades sexuales sucedieron en una de cada siete divisiones japonesas, matando a más de 2000 militares que iban camino de la invasión a Siberia. Para eliminar una situación peor, las autoridades empezaron a buscar alternativas.

### Reclutamiento
La primera "estación de consuelo" fue establecida en la concesión japonesa de Shanghái en el año 1932. Las primeras mujeres de consuelo eran prostitutas japonesas que se ofrecieron para este servicio. Sin embargo, como Japón prosiguió con su expansión militar, las fuerzas armadas se encontraron con pocas voluntarias japonesas, y se volvió hacia la población local para obligar a que las mujeres sirvieran en estas estaciones. Muchas mujeres respondían al llamado para trabajar en fábricas o de enfermeras, pero ignoraban que después serían llevadas a la esclavitud sexual. 24 japonesas y 80 coreanas se llevaron al burdel de Shanghái.
En las primeras fases de la guerra, las autoridades japonesas reclutaban prostitutas de modo convencional. En las áreas urbanas, anuncios convencionales a través de intermediarios eran usados junto al secuestro. Los intermediarios lo anunciaban en los periódicos que circulaban en Japón y en las colonias japonesas de Corea, Taiwán, Manchukuo, y China. Estas fuentes pronto se agotaron, esencialmente en Japón. El ministro de relaciones exteriores rehusó emitir visas a las prostitutas japonesas, sintiendo que empañaban la imagen del imperio japonés. Los militares volvieron a adquirir esclavas fuera del territorio de Japón, especialmente en Corea y la China ocupada. Muchas mujeres fueron engañadas o estafadas para unirse a los burdeles militares.

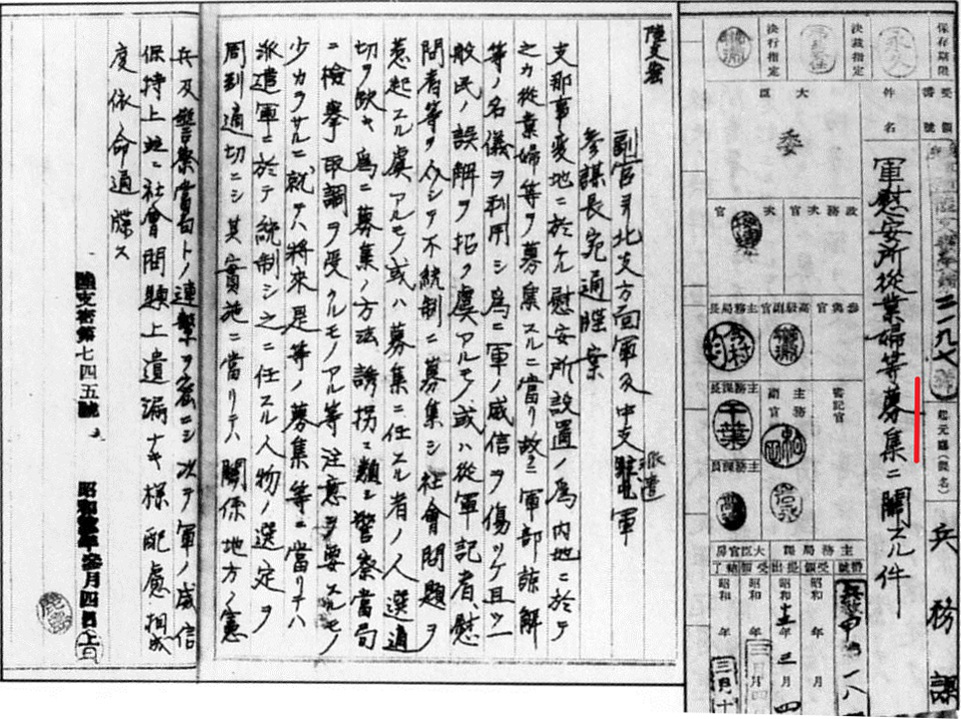
El mandato de reclutamiento de mujeres, escrito por la autoridad japonesa.

Para satisfacer la gran demanda, surgieron diversas formas de captar a las mujeres. Aunque muchas mujeres se unieron a través de la publicidad o al ser secuestradas, otras fueron vendidas por sus parientes. En Java, Indonesia, las neerlandesas fueron llevadas a las estaciones de consuelo forzosamente, lo que explotó la situación europea en la guerra contra la Alemania nazi. En cambio, las madres neerlandesas ganaron dinero y otras cosas para sus chicos. Por otra parte, el primer presidente de Indonesia, Sukarno (en ese momento, independentista) colaboró en este hecho al enviar mujeres indonesias a los campos japoneses para asegurar su independencia de los Países Bajos.
La situación empeoraba según avanzaba el conflicto. Bajo la tensión de la guerra, el ejército japonés llegó a ser incapaz de proporcionar suficientes mujeres a las unidades japonesas. En respuesta, las unidades marcaron la diferencia exigiendo o capturando las mujeres de los habitantes locales. A lo largo de las líneas del frente, especialmente en el campo, donde el tráfico de personas era poco frecuente, los militares, a menudo directamente, exigían a los líderes locales que les procurasen mujeres para los burdeles. Cuando los locales, especialmente en China, eran considerados hostiles ante sus pretensiones, los soldados japoneses llevaron a cabo la Sanko Sakusen, que incluía secuestrar y violar indiscriminadamente a los civiles locales. Sanko Sakusen (Política de los Tres Todos) (en kanji japonés: 三光作戦, Sankō Sakusen; en sinogramas del idioma chino: 三光政策; en transliteración pinyin: Sānguāng Zhèngcè), de difícil traducción al español (una aproximación sería Política de los Tres Totales), se refería a una política adoptada en China bajo tres premisas; Matar a todos, Saquear todo y Quemarlo todo. Algo muy similar a lo que se conoce en términos militares como tierra quemada, la cual se diferencia sin embargo por el abandono voluntario y estratégico del territorio, la destrucción de bienes y medios que podrían servir al enemigo y la ausencia de asesinatos en la población.
Las mujeres locales fueron llevadas de manera coaccionada desde casi todos los lugares donde una división se asentó. Los casos sobre violación sexual y sextorsión aparecen en varios testimonios de andamanesas, singapurenses, inquilinas filipinas y tribus aborígenes de Borneo. En algunos casos, se capturaron a hombres jóvenes locales, incluso algunos holandeses, para satisfacer los deseos de soldados de otra orientación sexual.

#### Publicidad engañosa
Desde 1938, el ministro interior japonés creó una línea administrativa que incorporó mucha colaboración de parte de la policía y de los proveedores civiles. A fin de buscar las candidatas, las noticias sobre el reclutamiento normalmente no describían los trabajos en las tropas, engañando a las mujeres para supuestamente trabajar en restaurantes u otros oficios que permitieran llevarlas al extranjero fácilmente, en un cuerpo o una división militar. Significa que la mayoría de las mujeres decidieron buscar estos trabajos para hacer dinero. Una sobreviviente contó su memoria:

En agosto de 1938, mi familia fue detenida por la Policía al rechazar la orden de cambiar los nombres coreanos a los japoneses. Un oficial me dijo que si yo me ofrecía como voluntaria en el Cuerpo de Servicio Patriótico, mi padre sería liberado. Contribuí voluntariamente y de inmediato fui llevada a Yakarta, donde me forzaron a ser una ianfu. En el camino, me esterilizaron forzadamente. Ocho años después, en marzo de 1946 regresé a mi patria, Corea, en un barco.

En 1941, Japón fundó un acto oficial que incluye el contenido de reclutar a las mujeres que tuviesen más de 18 años. La autoridad japonesa conocía los métodos ilegales en el proceso de reclutar las mujeres. Como unos proveedores reclutaron niñas en forma de secuestro, fueron arrestados. Una mujer se entrevistó con un oficial estadounidense y dijo que ella llegó a Birmania luego de ver una publicidad donde buscaban mujeres soldado lo que fue un fraude ya que no describía ni explicaba cuál sería la función concreta a realizar. Las niñas menores de 11 años fueron reclutadas forzosamente y en ellas se encontró tortura, violación sexual y maltrato.
Una refutación sobre el proceso de reclutamiento causó una nueva orden en el Ejército Imperial Japonés donde anunciaba un discurso sobre el sistema de las mujeres de consuelo. Lo demostró el intento de intervención a los proveedores en torno a reclutamiento y provisión. El discurso de Kono en 1993 declaró la participación de los proveedores civiles y también la autoridad japonesa en los asuntos sobre las mujeres de consuelo.
La Oficina de Información de Guerra de Estados Unidos reportó entrevistas con veinte mujeres de consuelo en Birmania, encontrando que las niñas fueron inducidas por la oferta de ganar mucho dinero; una oportunidad para saldar deudas familiares, trabajo fácil, y la perspectiva de una nueva vida en una nueva tierra, por ejemplo Singapur. Sobre la base de estas representaciones falsas, muchas muchachas se alistaron para la violación sexual en el extranjero y fueron recompensadas con un avance de unos pocos cientos de yenes.

#### Últimos archivos, consultas y pruebas
El 17 de abril de 2007, Yoshiaki Yoshimi y Hirofumi Hayashi anunciaron el descubrimiento, en los archivos de los juicios de Tokio, de siete documentos oficiales que sugieren que las fuerzas militares imperiales, como el Tokkeitai (Cuerpo Especial de Policía; Policía Militar Naval), obligaron a las mujeres cuyos padres atacaron a los miembros del Kempeitai ("Cuerpos de soldados de ley") la rama de la policía militar del Ejército Imperial Japonés, a trabajar en burdeles de primera línea en China, Indochina e Indonesia. Estos documentos se hicieron inicialmente públicos en el juicio por crímenes de guerra. En uno de ellos, un teniente citado confesó haber organizado un burdel y haberlo usado él mismo. Otra fuente se refiere que miembros del Tokkeitai habían arrestado mujeres en las calles, para después forzarlas a exámenes médicos y finalmente presentarlas en los burdeles. Relacionado con el descubrimiento, el ex-intérprete japonés, Nagase Takashi (永瀨隆) dio su testimonio en una audición de las mujeres de consuelo en Kioto. Dijo que las mujeres coreanas fueron llevadas en un buque militar a buscar trabajo como camareras en un restaurante para los soldados japoneses. Pese a todo, al llegar a Singapur, las forzaron a trabajar sexualmente en burdeles.
El 12 de mayo de 2007 Taichiro Kajimura, un periodista, anunció el descubrimiento de 30 documentos del gobierno holandés presentados en el Tribunal de Tokio como evidencia de un incidente en masa de la prostitución forzada en el año 1944 en Magelang.
El gobierno de Corea del Sur designó a Bae Jeong-ja como colaborador a favor de Japón (chinilpa) en septiembre de 2007 por la contratación de mujeres de solaz.

### Número demujeres de consuelo
La falta de documentos oficiales ha hecho difícil estimar el total de mujeres de consuelo, ya que gran cantidad de material relacionado con los crímenes de guerra y la responsabilidad de los altos líderes de la nación en ellos, fue destruido por órdenes del gobierno japonés al final de la guerra. Los historiadores han llegado a varias estimaciones revisando la documentación sobreviviente, que indicaba la tasa del número de soldados por número de mujeres en un área específica, así como también viendo las tasas de reemplazo de mujeres. El historiador Yoshiaki Yoshimi, que condujo la primera academia de estudio sobre este tópico y dio a conocer este tema a la opinión pública, estimó un número de entre 50 000 y 200 000 mujeres.
Basándose en estas estimaciones, la mayoría de los medios de comunicación internacionales citan que unas 200 000 mujeres jóvenes fueron reclutadas o secuestradas por los soldados para servir en burdeles militares japoneses. La BBC cita, "entre 200 000 y 300 000" y la Comisión Internacional de Juristas "cita estimaciones de los historiadores de entre 100 000 y 200 000 mujeres."

### Países de origen
De acuerdo con el profesor Yoshiko Nozaki de la Universidad de Búfalo de Nueva York y otras fuentes, la mayoría de las mujeres procedían de Corea y China. El profesor Yoshiaki Yoshimi de la Universidad de Chūō afirma que había cerca de 2000 centros en los que hasta 200 000 mujeres, japonesas, chinas, coreanas, filipinas, taiwanesas, birmanas, indonesias, neerlandesas y australianas fueron internadas. No obstante, Ikuhiko Hata, un profesor de la Universidad de Nihon ha estimado que el número de mujeres que trabajaban en el barrio del placer con licencia eran menos de 20.000; un 40 % japonesas, el 20 % coreanas, chinas un 10 %, y el 30 % restante de otros orígenes. Según Hata, el número total de prostitutas reguladas por el gobierno de Japón fue solo de 170 000 durante la Segunda Guerra Mundial. Otras llegaron desde Filipinas, Taiwán, Indias Orientales Neerlandesas, y restos de las regiones y países ocupados por el Japón. Algunas mujeres neerlandesas, capturadas en las colonias neerlandesas en Asia, también se vieron obligadas a la esclavitud sexual.
Nuevos análisis de los registros médicos del Ejército Imperial Japonés para el tratamiento de las enfermedades venéreas del año 1940 realizados por Yoshimi, le hicieron llegar a la conclusión que si los porcentajes de las mujeres tratadas reflejan la composición general de la representación total de la población femenina, las mujeres coreanas eran un 51.8 %, las chinas un 36 % y las japonesas un 12,2 %.
De acuerdo con la declaración de Kono, en el año 1993, las víctimas fueron trasladadas a las zonas de guerra, excepto las de Japón, las de la península de Corea fueron mayoría.
Hasta la fecha, solo una mujer japonesa ha publicado su testimonio. Esto se hizo en el año 1971, cuando una ex mujer de consuelo obligada a trabajar para los soldados de Showa en Taiwán, publicó sus experiencias bajo el seudónimo de Suzuko Shirota.

### Tratamiento de las mujeres de consuelo

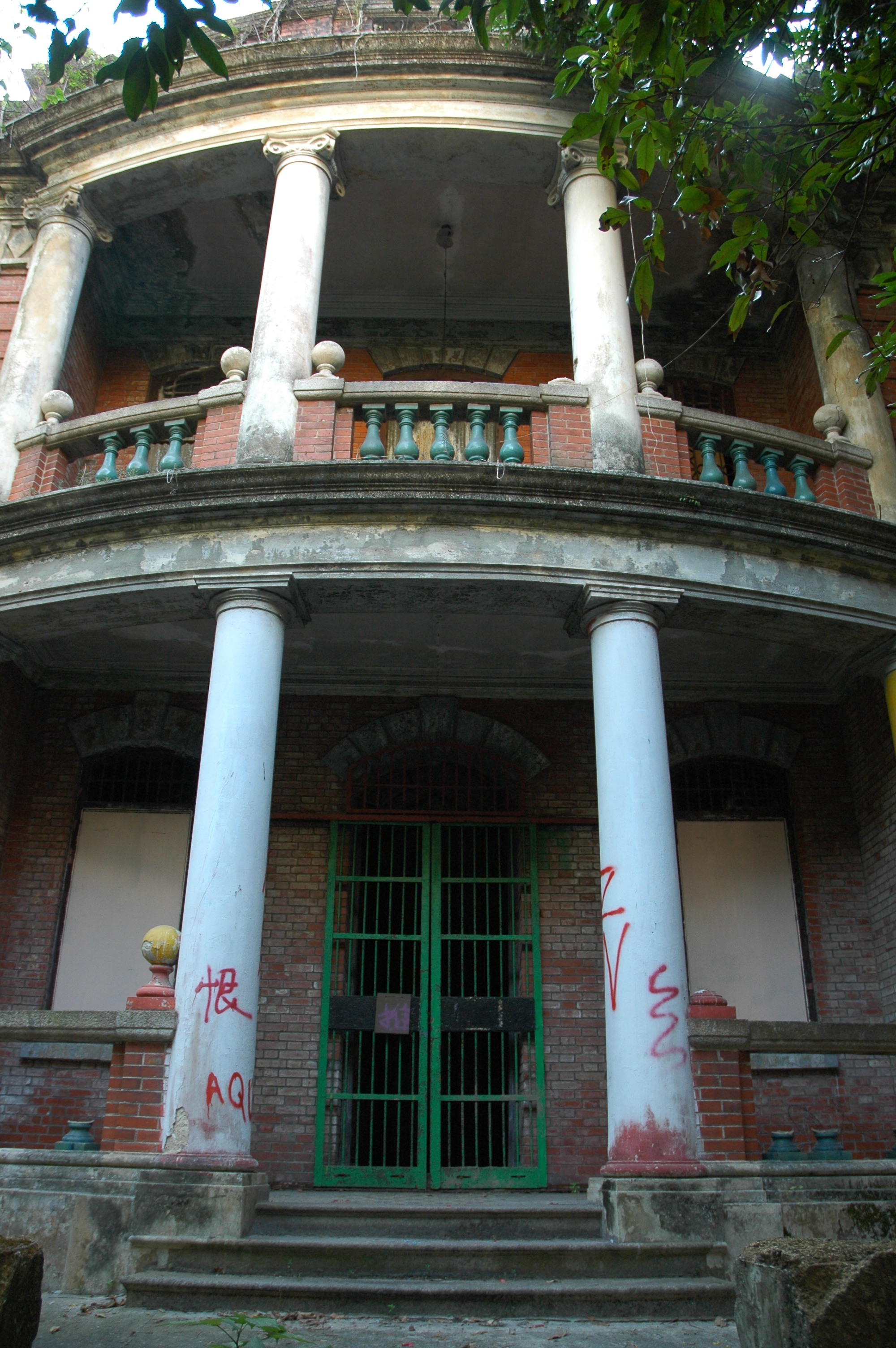
Fantasmas de la guerra: El Nam Koo Terraza, edificio histórico de un palacete construido en Hong Kong en 1918 y abandonado hace décadas. Es popularmente conocido como "La casa encantada de Wan Chai", ya que se dice estar frecuentada por fantasmas de las mujeres de solaz asesinadas por los japoneses.

### Ambiente
Los ambientes eran muy diferentes ya que las estaciones fueron ubicadas en gran parte de Asia-Pacífico: China, Corea, Hong Kong, Indochina francesa, Malasia, Indias Orientales Neerlandesas, Islas del Pacífico como Nueva Bretaña, Islas Trobriand de Papúa Nueva Guinea, Palaos y Okinawa.
La autoridad japonesa estableció una regulación estricta del horario, con aproximadamente 8-10 horas o más de trabajo diariamente. Las mujeres deberían proveer el servicio sexual desde la mañana hasta las seis o siete de la tarde para los soldados y luego para los oficiales de alto rango. Muchas fuentes señalan que aunque existían horarios, los militares visitaban la estación todos los días sin dar una oportunidad de descanso, llegando a tener encuentros con 70 u 80 hombres al día. La subcomisión estadounidense sobre los asuntos exteriores de Asia-Pacífico escribe sobre testimonios de las sobrevivientes que las mujeres trabajaban toda la noche y fueron ocultadas cerca de la estación, llorando con otras niñas que estaban por perder la virginidad.
En Java, diez mujeres neerlandesas fueron sacadas por la fuerza de los campos de prisioneros por oficiales militares para convertirlas en esclavas sexuales desde febrero del año 1944. Ellas fueron sistemáticamente golpeadas y violadas día y noche en uno de los llamados "centros de solaz". Como víctima del incidente, en el año 1990, Jan Ruff O'Herne testificó ante un comité de la cámara de representantes de Estados Unidos: «Muchas historias se han relatado acerca de los horrores, crueldades, sufrimientos y el hambre de las mujeres holandesas en los campos de prisioneros japoneses. Pero una historia nunca fue contada; la historia más vergonzosa, la de los peores abusos de los derechos humanos cometidos por los japoneses durante la Segunda Guerra Mundial: la historia de las mujeres de solaz, las ianfu jugun, y cómo estas mujeres fueron capturadas por la fuerza y en contra de su voluntad, obligadas a prestar servicios sexuales para el Ejército Imperial Japonés. En el llamado centro de solaz, yo fui golpeada y violada sistemáticamente día y noche. Incluso el médico japonés me violaba cada vez que visitaba el burdel para examinarnos de enfermedades venéreas.»
En su primera mañana en el burdel, Jan Ruff-O'Herne y las demás fueron fotografiadas, luego las fotografías fueron colocadas en una terraza que fue utilizada como área de recepción para el personal japonés que las elegía a partir de estas fotografías. Durante los siguientes cuatro meses, las muchachas fueron violadas y golpeadas día y noche, con lo que quedaban embarazadas y eran forzadas a abortar. Después de cuatro meses terribles, las jóvenes fueron trasladadas a un campamento en Bogor en Java Occidental, donde se reunieron con sus familias. Este campamento fue exclusivamente para mujeres que habían sido puestas en burdeles militares y los japoneses advirtieron a las reclusas que, si alguien relataba lo que les había sucedido a ellas, ellas y sus familiares serían asesinados. Varios meses más tarde, las O'Herne fueron trasladadas a un campamento en Batavia, que fue liberado el 15 de agosto del año 1945.

#### Salarios
Los salarios para las mujeres tenían grandes diferencias, pero estos generalmente eran decididos según los rangos del militar o la raza de la mujer. En Manila, las mujeres que trabajaban en una casa de geishas cobraban 1,5 ¥ para los militares comunes, 2 ¥ para los oficiales y debían pagar la mitad de su sueldo al proxeneta japonés. Las mujeres en Shanghái ganaban su salario según su origen: 3 ¥ para las coreanas y japonesas; 2,5 ¥ para las chinas.
Algunas mujeres pudieron ganar propinas después del servicio y las depositaron en la oficina de correos de los campamentos. Una cuenta de una sobreviviente coreana se descubrió en la oficina de correos en Shimonoseki después de la rendición japonesa.
Sin embargo los militares tuvieron que pagar un dinero a la mujer. Gran parte de las víctimas tuvieron dificultades para conseguir dinero bajo la situación más hostil debido a la guerra mundial, que causó que los sueldos disminuyeran para los soldados.

### Discriminación
El asunto es ejemplo de la discriminación contra las mujeres basada en su posición inferior en la sociedad japonesa tradicional. Entre las esclavas, se dividieron a las japonesas y las otras para mantener la sangre pura japonesa y las autoridades activamente distinguieron a las señoras, alumnas japonesas, y otras.
La estructura de discriminación mostraba la ideología paternalista y militar que permitía la recreación con las esposas y los deleites de la carne con las esclavas sexuales. Y las mujeres locales de la inmensa colonia japonesa se llevaron a las estaciones de las mujeres a fin de destacar la hegemonía de Japón y los japoneses, que causó los abusos sexuales y torturas sistemáticas. Los dieciséis grupos de historiadores japoneses anunciaron un comunicado conjunto que indica que las mujeres tuvieron que confrontar la discriminación de los invasores y otros diariamente y el sistema se basaba en esa estructura concreta. Así es que la concepción fue considerada negativamente.

### Territorios ocupados

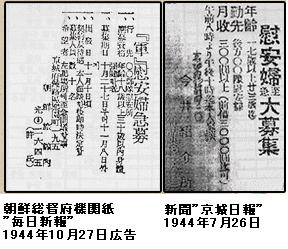
Dos avisos para reclutar mujeres de consuelo, publicados en el Gyeongseong Ilbo.

La gran expansión de la guerra causó una gran demanda de mujeres para los militares. En 1941 cuando ejército de Kwantung creció a 750.000 desde el anterior 240.000, la autoridad japonesa señaló la necesidad de más mujeres al gobernador en Corea, llevando 10.000 mujeres a Manchuria. Casos similares ocurrieron en Taiwán, Filipinas e Indonesia.
Una lista de pasajeros de un barco, fechada en mayo de 1939, contiene los registros de las mujeres llevadas desde Japón y Corea. A continuación, los gobernadores en Corea y Taiwán recibieron demandas de procurar mujeres.
Durante la Segunda Guerra Mundial, el régimen Shōwa llevó a cabo en Corea un sistema de prostitución similar a la establecida en otras partes de la Esfera de Coprosperidad de la Gran Asia Oriental. Agentes coreanos, de la policía militar y auxiliares militares estaban involucrados en la adquisición y organización de las mujeres de solaz, e hicieron uso de sus servicios. Chong-song Pak encontró que «Los coreanos, totalmente aculturados, bajo el dominio japonés, se convirtieron en actores principales en el sistema de la prostitución con licencia que fue implantado en su país por el estado colonial.»
Los proveedores militares insertaron unas noticias. Un aviso que se publicó en el periódico coreano Gyeongseong Ilbo, decía que las mujeres recibirían sus sueldos y deberían tener más de 18 años. Hubo encargados en Seúl para la autoridad japonesa y ambos, militares y civiles participaron. Después de la segunda guerra sino-japonesa, las noticias se propalaron a lo largo de medios de comunicación en los territorios ocupados.

### Evidencias

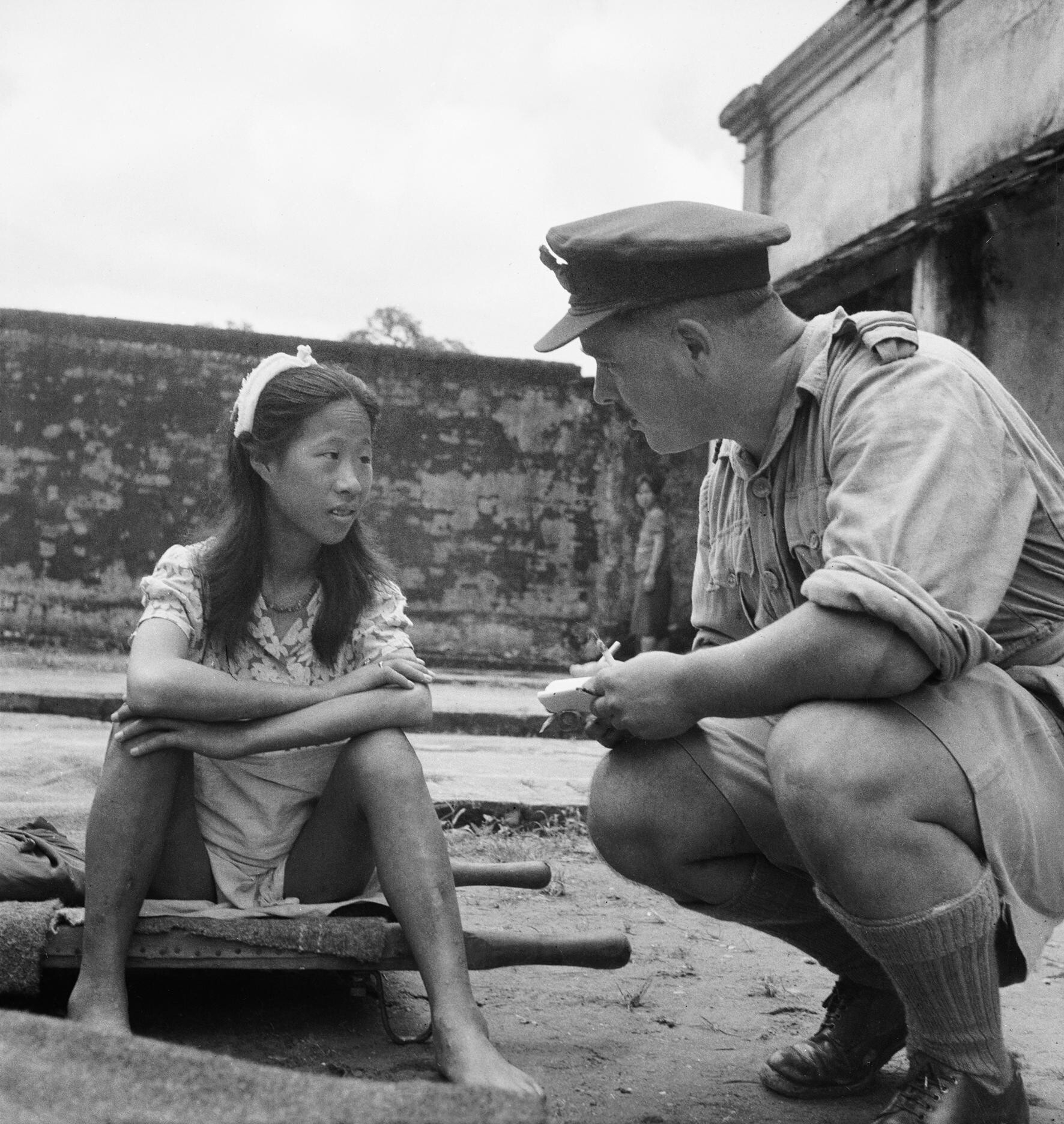
Una mujer joven de origen chino que estaba en uno de los "batallones de consuelo" del Ejército Imperial Japonés, es entrevistada por un oficial Aliado. Rangún, Birmania, 8 de agosto de 1945.

Después de su derrota, las fuerzas armadas japonesas destruyeron muchos documentos por temor a ser acusadas de crímenes de guerra. Posteriormente, el 14 de enero del año 1992, el jefe del portavoz del Japón Koichi Kato, emitió una disculpa oficial diciendo: «No podemos negar que el antiguo ejército japonés jugó un importante papel» en el secuestro y detención de las mujeres de solaz y «Nos gustaría expresar nuestras disculpas y nuestro arrepentimiento». Durante la retirada japonesa, se dice que la gran parte de las mujeres de consuelo se suicidaron o fueron amenazadas de muerte si hablaban acerca de sus recuerdos sobre la violación sexual. Los historiadores han buscado pruebas de coerción por parte de la autoridad de la Armada Imperial y el Ejército Imperial Japonés, y algún tipo de prueba escrita se ha descubierto.
Tres mujeres de Corea presentaron una demanda en Japón en diciembre de 1991, cerca del 50 aniversario del ataque a Pearl Harbor, exigiendo una compensación por la prostitución forzada. Se presentaron los documentos encontrados por el profesor de historia Yoshiaki Yoshida que habían sido almacenados en la Agencia de Defensa japonesa desde el año 1958, cuando fueron devueltos por las tropas estadounidenses, y no está claro por qué quedaron fuera de la vista durante tanto tiempo. Posteriormente, el 14 de enero del año 1992, el Jefe del Portavoz del Gobierno de Japón, Koichi Kato emitió una disculpa oficial diciendo: «No podemos negar que el anterior ejército japonés jugó un importante papel» en el secuestro y detención de las mujeres de solaz y «Nos gustaría expresar nuestras disculpas y nuestro arrepentimiento». Tres días después, el 17 de enero del año 1992, en una cena ofrecida por el presidente surcoreano, Roh Tae Woo, el primer ministro japonés, Kiichi Miyazawa, le dijo a su anfitrión: «Nosotros los japoneses debemos, ante todo, recordar la verdad de ese trágico período en que las acciones japonesas causaron el sufrimiento y la tristeza sobre tu pueblo. No debemos olvidar nunca nuestros sentimientos de remordimiento por ello. Como Primer Ministro de Japón, me gustaría declarar nuevamente mi remordimiento por estos hechos y presentar mis disculpas al pueblo de la República de Corea», y se disculpó de nuevo al día siguiente en un discurso ante la Asamblea Nacional de Corea del Sur. El 28 de abril del año 1998, la corte japonesa dictaminó que el gobierno japonés debía compensar a las mujeres y les otorgó 2300 dólares estadounidenses, en yenes japoneses, a cada una.
Los documentos fueron encontrados en el año 2007 por Yoshiaki Yoshimi y Hayashi Hirofumi. Las esclavas sexuales supervivientes querían una disculpa del gobierno japonés. Shinzō Abe, primer ministro en ese momento, declaró que no había pruebas de que (el gobierno japonés) hubiese mantenido esclavas sexuales, pero más tarde tuvo que emitir una disculpa oficial desde Tokio que ya había admitido el uso de los burdeles en el año 1992.

## Historia

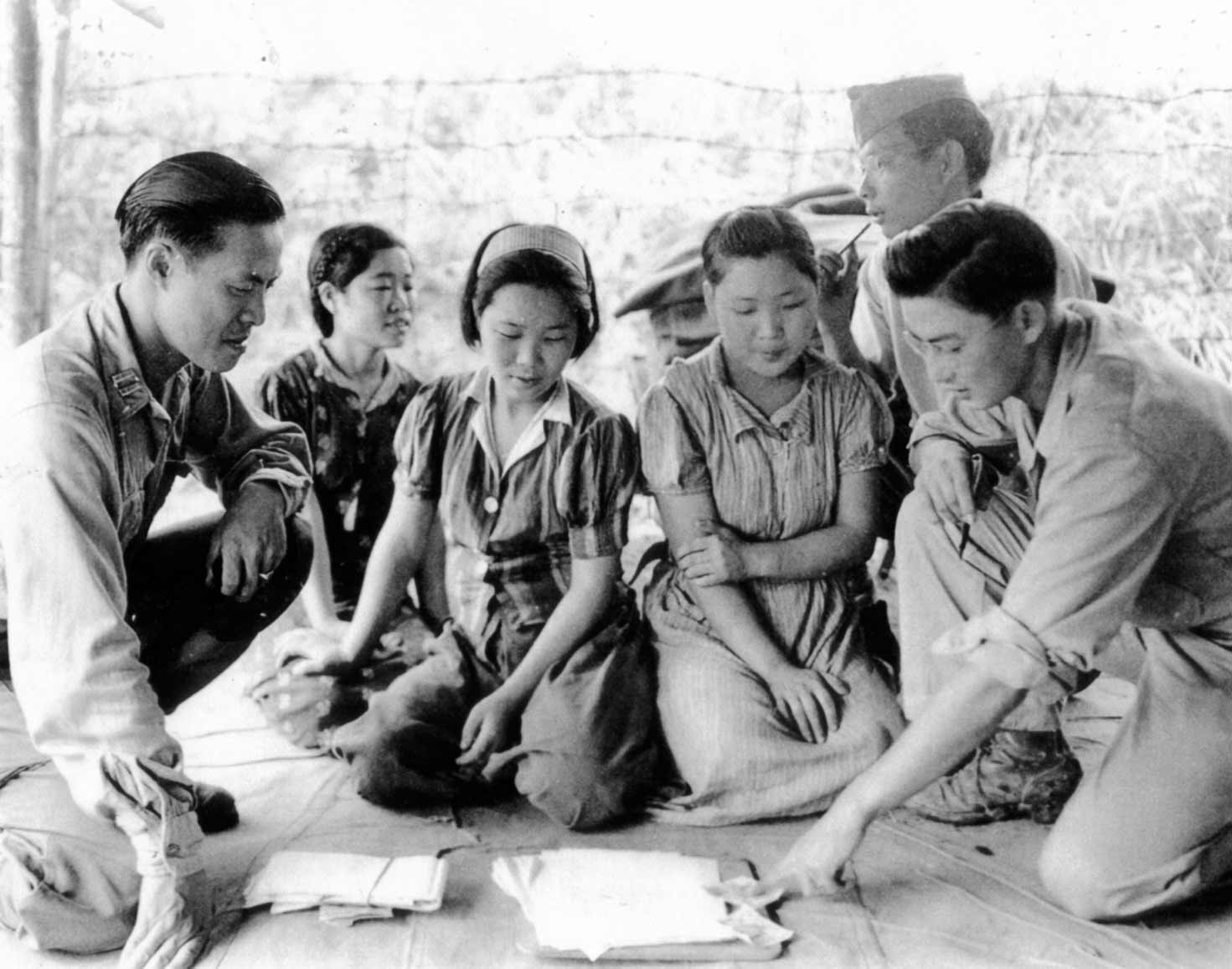
Las coreanas capturadas por el ejército estadounidense en Myitkyina, Birmania (14 de agosto de 1944). Sus testimonios se publicaron en Reportaje no. 49.

Imperio Japonés.
Territorio (1870-1905).
Adquisiciones (1905-1930)
Adquisiciones (1930-1942).

En 1944, las fuerzas aliadas capturaron a veinte mujeres coreanas y a dos japoneses (propietarios de burdeles) en Birmania y fue publicado en el Reporte no. 49. Según el reporte, las coreanas fueron engañadas y utilizadas como mujeres de consuelo por los japoneses; en 1942 había más o menos 800 mujeres que se llevaron a Birmania de esta manera.
Aproximadamente tres cuartas partes de las mujeres de solaz murieron o se suicidaron, y la mayoría de las sobrevivientes se quedaron estériles debido a un trauma sexual o a enfermedades de transmisión sexual. De acuerdo con el soldado japonés Yasuji Kaneko "Las mujeres gritaban, pero no nos importaba si ellas vivían o morían. Éramos los soldados del emperador. Ya sea en burdeles militares o en las aldeas, violábamos sin reticencias." Este tipo de palabra demuestra.
Los funcionarios japoneses involucrados fueron castigados por parte de las autoridades japonesas al final de la guerra. Después del final de la guerra, once oficiales japoneses fueron declarados culpables y un soldado condenado a muerte por crímenes de guerra. La corte concluyó que el cargo era por haber incumplido la orden del ejército de solo contratar mujeres voluntarias. Las víctimas de Timor Oriental testificaron que fueron forzadas a la esclavitud, aun cuando no tenían edad suficiente para haber comenzado a menstruar. Los testimonios en el Tribunal Estatal confirma que estas niñas prepúberes fueron violadas repetidamente por soldados japoneses, mientras que las que se negaron a cumplir fueron ejecutadas.
Hank Nelson, profesor emérito de la Universidad Nacional Australiana de la Asia Pacific Research Division, ha escrito sobre los burdeles administrados por el ejército japonés en Rabaul y Papúa-Nueva Guinea durante la Segunda Guerra Mundial. En una cita del diario de Gordon Thomas, un prisionero de guerra en Rabaul; Thomas escribe que las mujeres que trabajaban en los burdeles "lo más probable es que atendieran entre 25 y 35 hombres al día" y que eran "víctimas de la trata de esclavos de raza amarilla."
Nelson también cita a Kentaro Igusa, un cirujano naval japonés que estaba destacado en Rabaul. Igusa escribió en sus memorias que las mujeres se vieron forzadas a seguir trabajando sin tener en cuenta las infecciones y malestares severos, a pesar de que "lloraban y pedían ayuda."
En 1973, un japonés Kakou Senda escribió un libro sobre el sistema de mujeres de consuelo que se centra en las participantes japonesas. Su libro ha sido ampliamente criticado por alterar la verdad por los historiadores surcoreanos y también japoneses. Este libro fue la primera referencia sobre este asunto y se convirtió en una referencia importante para el activismo de la década de 1990. El primer libro escrito por un coreano apareció en 1981. Sin embargo, era un plagio del autor zainichi Kim Il-Myeon.
En 1989, el testimonio de Seiji Yoshida fue traducido al coreano. Su libro fue criticado duramente como fraudulento por los periodistas japoneses y coreanos, y el autor Yoshida admitió que su memoria era ficticia.
En 1993, el gobierno de Japón emitió la «declaración de Kono», confirmando que las mujeres de consuelo estuvieron sometidas a coerción.
Sin embargo, el gobierno japonés tomó una decisión del gabinete en 2007, diciendo que "No hay evidencia de que el ejército japonés o los oficiales militares se apoderaron de las mujeres a la fuerza.
En 2014, Yoshihide Suga formó un equipo para reexaminar el discurso de Kono, causando rechazo ya que reexaminar el discurso significa negar el perdón a las víctimas. Sobre esta decisión, la ONU expuso su preocupación sobre los graves conflictos entre Corea del Sur y Japón. Como fueron empeorando las relaciones entre las dos naciones, el presidente estadounidense, Barack Obama dijo en Seúl que el tema de las mujeres de consuelo fue una "terrible y tremenda violación a los derechos humanos".
Actualmente el Consejo coreano para las mujeres motivado por la esclavitud sexual militar impuesta por Japón realizó una votación para resolver el problema por las mujeres de solaz y exigir el pedido de perdón por parte del gobierno japonés a las víctimas de la esclavitud. Su fin es lograr cien millones de firmas desde todas las partes del mundo. La votación se organizó en su página web de noticias.

### Disculpas y compensaciones
Desde 1992, Japón presentó su disculpa a los países de sus anteriores colonias, declarando el anuncio de Kono en 1992 y discurso de su primer ministro Tomiichi Murayama en 1995, diciendo que reconoce la historia de agresión e invasión con la disculpa oficial sobre las historias innegables.
Durante las negociaciones multilaterales, Japón empezó a poner su propuesta para la indemnización. Con Corea del Sur, Seúl interpuso una demanda de 364 millones de dólares estadounidenses para compensar a los coreanos forzados a trabajar y al servicio militar durante ocupación japonesa: $200 por cada sobreviviente, $ 1650 por cada muerto y $ 2000 por cada herido. Sin embargo, esta propuesta enseguida tuvo que hacer frente al rechazo japonés alegando el tratado básico entre Corea del Sur y Japón (1965) con gran apoyo de los Estados Unidos que ocurrió bajo la situación de la guerra fría. Al negociar la escala de compensación, Japón accedió a dar una ayuda económica de 800 millones de dólares y a dar préstamos con una baja tasa de interés de más de 10 años desde 1965.
En 1994, Tokio estableció un Fondo de Mujeres Asiáticas (en inglés: Asia Women’s Fund, AWF) para distribuir una compensación adicional a las víctimas en Corea, Filipinas, Taiwán, Países Bajos e Indonesia, recibiendo donaciones de los ciudadanos. Al principio, derechistas allí alegaron la inexistencia de las mujeres de solaz en la historia. Como esta decisión no significaba ningún apoyo financiero del gobierno japonés, Corea del Sur oficialmente lo rechazó. Los grupos de derechos humanos y grupos de interés alegaron que la dirección de proveer los fondos intentó de escalar la general condición de las mujeres y dentro de una comunidad, no indemnización a cada víctima. Finalmente, 61 coreanas, 13 taiwanesas, 211 filipinas y 79 neerlandesas aceptaron una disculpa firmada por el primer ministro de entonces Ryūtarō Hashimoto con apoyo de su predecesor Tomiichi Murayama:

"Como primer ministro de Japón, que de este modo se extienden de nuevo mis más sinceras disculpas y el remordimiento a todas las mujeres que se sometieron a las experiencias inconmensurables y dolorosas y sufrieron heridas físicas y psicológicas incurables como mujeres de consuelo".

61 coreanas cobraron 5 millones de yenes para cada víctima desde el fondo de mujeres asiáticas y otras 142 víctimas recibieron fondos desde el gobierno surcoreano. A algunas mujeres, se lo consideraba una forma de compensación en modo de la consulta.
Relacionando con el proceso de disculpa y compensación, los puestos de los gobiernos de las víctimas han sido varios: las dos Coreas y China representan gran repulsión sobre los asuntos de las esclavas femeninas en unión con los temas de las trabajadoras forzadas.; el gobierno indonesio anunció la no necesidad de indemnización para cada sobreviviente. En cambio, Indonesia hizo negocio al establecer un proyecto social en forma de institución de bienestar, fundando más de sesenta refugios a lo largo del archipiélago desde 1995, ganando los apoyos de Fondo de Mujeres Asiáticas.; el gobierno holandés hizo un pacto en 1956 de proveer la indemnización a los 92.000 víctimas neerlandesas que apareció aparte del tratado de San Francisco. y; al fin, las sobrevivientes filipinas representaron la activa incorporación sobre este asunto, ganando la sentencia de su corte suprema que manda la asistencia gobierna.
Pese a todos los variados anuncios de los líderes japoneses durante los 80 y 90, los políticos japoneses han representado las dudas sobre los crímenes durante la guerra, la agresión japonesa en el siglo XX, e incluso las mujeres de solaz desde 2007. Pero, la administración Abe causó masiva repulsión por tratar de modificar la declaración de Kono que denota dicha disculpa a nivel gubernamental, y ya en fechas más recientes, y ante la incesante presión de ONG estadounidenses y del mismo gobierno estadounidense, el gobierno japonés ha accedido a efectuar una segunda indemnización por una cifra cercana a los US$9 millones.

### Controversias
En Japón, existe una inmensa controversia relacionada con el uso y la actual existencia de las mujeres de consuelo, especialmente para ocultar o negar los crímenes cometidos durante la guerra por los políticos, activistas y periodistas japoneses. Por ejemplo, un historiador de la universidad Nihon, Ikuhiko Hata estima el número de las víctimas sexuales en aproximadamente 10,000 y 20,000. Hata afirma que "Ninguna de las [mujeres de confort] fueron reclutadas forzadamente." Y los políticos conservadores del Partido Liberal Democrático han alegado que los testimonios de las víctimas mantienen un fondo inconsistente y ambiguo, entonces (los testimonios) no tienen validez. Notablemente, el exalcalde de Osaka y colíder del Partido de la Innovación con su ideología de extrema derecha, Tōru Hashimoto públicamente afirmó que no "hubo ninguna evidencia que unas mujeres de consuelo fueron forzadas por la vía de la violencia o amenaza de parte de los militares japoneses." Obteniendo un fuerte rechazo por parte de las víctimas y los gobiernos internacionales, modificó su posición, diciendo que ellas fueron unas mujeres capturadas contra su voluntad, aun justificando la atrocidad durante la guerra a los papeles femeninos como "necesario", a fin de que los militares "descansaran".
Un manga, Neo Gomanism Manifesto Special – On Taiwan, por el autor japonés, Yoshinori Kobayashi, muestra a mujeres en kimono haciendo fila para enrolarse delante de un soldado japonés. El manga de Kobayashi contiene una entrevista con el magnate taiwanés Shi Wen-long, quien afirmó que ninguna mujer fue forzada, y que ellas trabajaron en condiciones más higiénicas que las prostitutas normales porque el uso del condón era obligatorio.
La televisión nacional japonesa, NHK transmitió un programa sobre el Tribunal Internacional de Crímenes de guerra Sobre la Esclavitud Sexual de la Mujer en el Japón que fue ampliamente revisado. El presidente de NHK que ascendió al puesto en 2014 anunció su opinión de comparar la característica de la explotación sexual japonesa con las prácticas de occidente; sin embargo, los historiadores occidentales señalan las diferencias entre los actos llevados a efecto por Tokio que coaccionaron sexualmente a las mujeres y otros actos por unos institutos occidentales que a las mujeres les obligaban unas compensaciones laborales económicas.
El primer ministro, Shinzō Abe y la mayoría de los ministros de su gabinete, son miembros de la organización Nippon Kaigi, que niega la existencia de los crímenes japoneses, incluso la esclavitud femenina. Un delegado representativo de su gobierno es Hirofumi Nakasone, el ministro de Asuntos Exteriores. Aunque su padre, Yasuhiro Nakasone estableció una estación de mujeres de consuelo en 1942 cuando era un alférez de la Armada Imperial Japonesa, el ministro fundó una comisión de "recuperar el honor de Japón a lo largo de los temas de las mujeres de consuelo".

### Mujeres de consuelo sobrevivientes
Las últimas víctimas que han sobrevivido hasta el siglo XXI se han convertido en figuras públicas en Corea, y allí se refieren a ellas como "halmoni", un término afectuoso para denominar a las "abuelas". En cambio China, esta en una etapa de recolección de testimonios a través del Centro Chino de Investigación de Hechos sobre las "Mujeres de consuelo" en la Universidad Normal de Shanghái, algunas veces en colaboración con los investigadores coreanos. En otras naciones, la investigación e interacción con las víctimas se encuentra en una etapa menos avanzada. Pero las mujeres de Taiwán y Filipinas también trataron de demandar más atención de la comunidad internacional y colaboración japonesa.

#### Corea

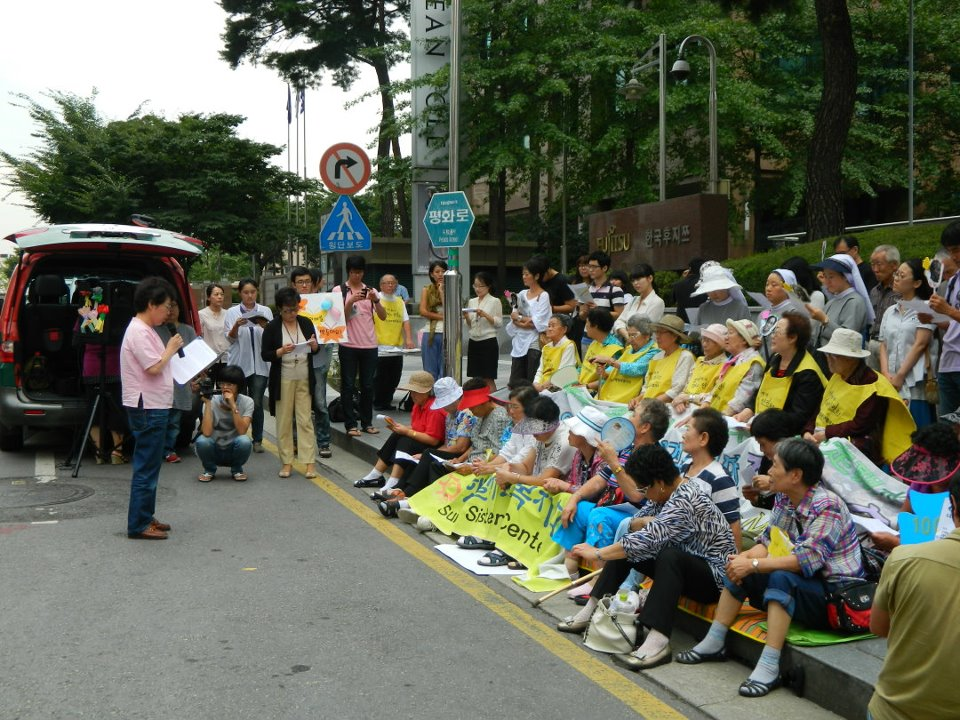
Una escena de la manifestación del miércoles en agosto de 2011.

Las dos Coreas formaron la comprensión sobre las mujeres de consuelo, diciendo que desean que Tokio acepte el crimen extremo durante la guerra mundial. Debido a la postura conservadora de Japón, Park Geun-hye, la presidenta surcoreana anunció que no haría una conversación bilateral con Japón si Tokio no mostraba la autenticidad de resolver el asunto. Lo que causó que ninguna negociación exista entre las dos partes desde 2012.
Aproximadamente, cincuenta mujeres sobreviven en Corea del Sur. En 2015, Zeid bin Ra'ad, el presidente de Oficina del Alto Comisionado de las Naciones Unidas para los Derechos Humanos (OACDH) y príncipe jordano visitó encontrando las víctimas en Seúl.

##### Manifestación del miércoles
Cada miércoles, mujeres de consuelo sobrevivientes, organizaciones de mujeres, grupos cívico-sociales, grupos religiosos, y un número de individuos participa en la "Manifestación del miércoles" frente a la embajada japonesa en Seúl, patrocinado por el “The Korean Council for the Women Drafted for Military Sexual Slavery by Japan (KCWDMSS)” (Consejo coreano para las mujeres motivado por la esclavitud sexual militar impuesta por Japón). Esta manifestación comenzó a realizarse el 8 de enero de 1992, cuando el primer ministro de Japón, Miyazawa, visitó la república coreana. En diciembre de 2011, una estatua de una joven mujer fue levantada en frente de la embajada japonesa, en honor de las mujeres de solaz, para la milésima semana de la "Manifestación del miércoles". El gobierno de Japón ha pedido en reiteradas ocasiones al gobierno surcoreano retirar la estatua, pero esto no ha ocurrido.

##### Casa en la que se comparte
La casa en la que se comparte es el hogar de las víctimas que siguen con vida. Esta casa fue fundada en junio de 1992 gracias al dinero recaudado por organizaciones budistas y varios grupos cívico-sociales y fue trasladada a Gyeonggi, Corea del Sur en 1998. Esta casa incluye el "Museo de la esclavitud sexual por militares japoneses" para difundir la verdad sobre los militares japoneses y su brutal abuso de las mujeres de consuelo y para educar a los descendientes y el público en general.

##### Archivos sobre mujeres de consuelo
Algunas de las sobrevivientes, como Kang Duk-kyung, Kim Soon-duk y Lee Yong-Nyeo, preservaron su historia personal en un archivo visual de dibujos
Además, la directora de cine del Center for Asian American Media, Dai Sil Kim-Gibson, produjo el documental "Silence Broken: Korean Comfort Women", que reúne varios relatos de mujeres sobrevivientes.

Filmografía feminista y videos de archivo han contribuido a generar un sentimiento de solidaridad entre las sobrevivientes y el público sobre la base de los derechos de las mujeres. Y han servido como un sitio de encuentro y enseñanza de la dignidad de la mujer y los derechos humanos, atrayendo a personas sin distinción de edad, género, ideología, o nacionalidad.

#### Filipinas

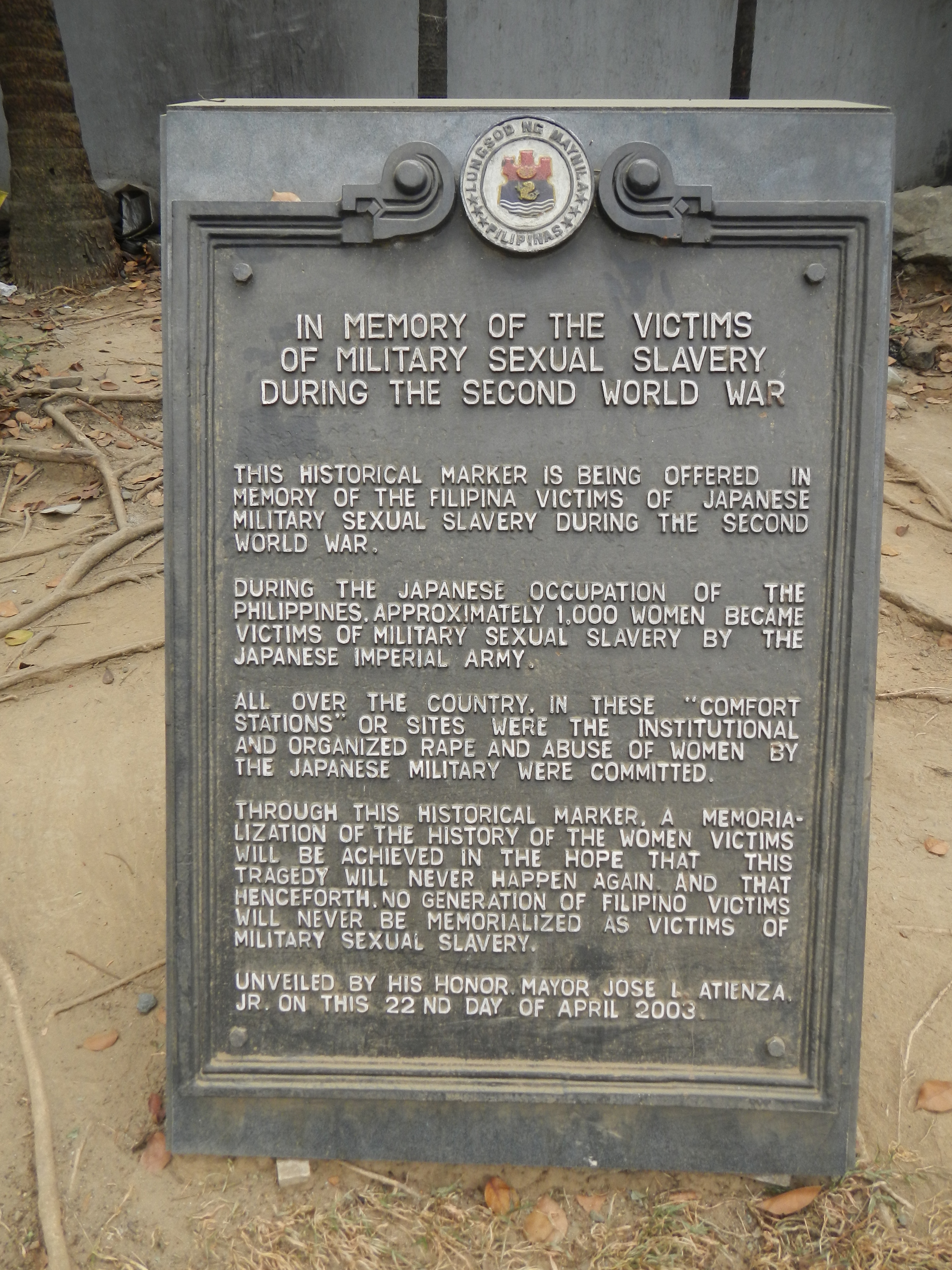
Registro histórico, en Liwasang Bonifacio, Manila.

Las filipinas formaron tres grupos propios, similares a las sobrevivientes coreanas llamada "Lolas" (abuelas), "Lila Pilipina" (Liga de las mujeres filipinas, 1992-) y "Malaya Lolas" (abuelas libres). Tres grupos han pedido una disculpa oficial del gobierno japonés, compensación con la inclusión de este tema en los libros de historia.
En segundo día de abril de 1993, dieciocho sobrevivientes de las Filipinas acudieron al juicio ante la corte de distrito de Tokio, demandando una compensación de ¥360.000.000. Actualmente, cuarenta y cuatro víctimas insisten en su situación como mujeres de solaz durante la Segunda Guerra Mundial pero los abogados y los grupos humanitarios no pudieron ejercitar la acción. Incluso Rosa Henson y Julia Porras, 18 mujeres llegaron abriendo una rueda de prensa para hacer una oratoria sobre sus experiencias. Las víctimas filipinas entonces demandaron la inclusión de los temas en los textos autorizados para enseñar la tragedia durante la guerra a los japoneses. La sobreviviente Julia Porras reclamó que las mujeres filipinas incluso ella tuvieron trabajar como unas criadas y como esclavas sexuales en isla de Mindanao. Julia hizo su testimonio y reveló que cuando tenía 13 años de edad, su pueblo fue invadido y los militares capturaron a otras niñas. Las cautivas fueron confinadas en un túnel y los militares japoneses repetidamente violaron sexualmente a las niñas. Pese a todo, la demanda de las víctimas se rechazó por baja legitimidad y falta de evidencia por todos niveles de los tribunales de justicia japoneses. La interpretación del tribunal del distrito de Tokio anunció que hubo solamente evidencia de la invasión a las Filipinas sin una clara evidencia de esclavitud sexual. Esta sentencia recibió los apoyos de los tribunales superiores en 1998, 2000 y finalmente en 2003, terminando todo proceso de jurisdicción contra Japón.
Los grupos han hecho varios tipos de manifestación delante de la embajada japonesa en Manila, los testimonios a los turistas japonéses. Como el caso de Corea, las sobrevivientes filipinas tienen ya su casa y escribieron dos biografías: Comfort Woman: Slave of Destiny por Rosa Henson; The Hidden Battle of Leyte: The Picture Diary of a Girl Taken by the Japanese Military por Remedios Felias.

#### Taiwán
Desde la década de 1990, las sobrevivientes de Taiwán trataron de captar la atención de la sociedad taiwanesa, asegurando el apoyo de los activistas de los derechos femeninos. Sus testimonios y recuerdos han sido escritos a periódicos, libros y reportajes.
Las reclamaciones taiwanesas contra el gobierno de Japón han sido propuestas por Taipéi Fundación de Mujeres de Rescate (TWRF), una organización sin fines de lucro. Esta organización ha facilitado apoyos legales y psicológicos, recolectando los datos de las mujeres y testimonios.
Nueve mujeres taiwanesas, que dicen que se vieron obligadas a ofrecer servicios sexuales a los soldados japoneses durante la Segunda Guerra Mundial, presentaron una demanda el 14 de julio de 1999 al tribunal de distrito de Tokio en busca de indemnización y una disculpa del gobierno japonés sobre el sufrimiento que soportaron. Era la primera vez que las mujeres taiwanesas habían puesto una demanda legal. El gobierno de Taiwán decidió apoyar la actividad de las víctimas, diciendo que la República de Taiwán ha siempre apoyado los reclamos de las mujeres contra Japón y también ha encargado la investigación académica de estos casos desde 1992. Se dice que al menos 766 mujeres taiwanesas fueron obligadas a la fuerza a desempeñarse como mujeres de consuelo. En 2002, el tribunal en Tokio rechazó sus demandas, por eso demandaron otra vez al tribunal superior y finalmente a corte superma en 2004. En febrero de 2005, la Corte suprema rechazó las peticiones de las siete mujeres restantes.
En 2007, estas organizaciones se encargaron de promover la conciencia en la sociedad haciendo reuniones en las universidades y escuelas secundarias donde los sobrevivientes dieron sus testimonios a los estudiantes y al público en general.

### Colaboración internacional

#### ONU
El asunto sobre las mujeres de consuelo apareció en 1992 por primera vez en la ONU. La Organización de Naciones Unidas ha mencionado su apoyo al asunto y demandas al gobierno japonés. En 1996, la enviada especial de la ONU, Radhika Coomaraswamy anunció su informe sobre las mujeres de consuelo en el cual pidió la disculpa oficial y posterior indemnización. Esto fue posible gracias al discurso japonés que expresa sus disculpas durante la Segunda Guerra Mundial incluso las invasiones a los países asiáticos.
No obstante, Japón trató de negar los asuntos de las mujeres de consuelo y el primer ministro Shinzo Abe dijo que no podía creer en la presentación de las mujeres en 2007, provocando a las dos Coreas y China. La administración de Shinzo Abe alegó que la historia japonesa se ha descrito de manera muy negativa sin considerar la verdad ampliamente y en febrero de 2014, empezó reexaminar la exactitud del discurso hecho por su predecesor en 1993. Luego de este manifiesto, unos oficiales japoneses de alto rango se reunieron con la enviada de la ONU, Radhika Coomaraswamy a fin de que retirase los contenidos de su informe del año 1996. De esta manera se despertó un gran rechazo internacional, Japón no comprobó esta duda pero en junio del mismo año, Tokio publicó su propio reporte diciendo que “no es posible de confirmar si las mujeres se enlistaron forzadamente. Esta declaración causó respuestas de los oficiales sobre los derechos humanos los cuales presentaron una propuesta, a fin de que se apruebe, una justa resolución immediatamente y se de apoyo genuino a las víctimas.

#### Nivel gobierno y civil
El tema de las mujeres de consuelo ha sido apoyado por las naciones víctimas y los grupos de derechos humanos, continúan las campañas en Australia y Nueva Zelanda donde los gobiernos no lo apoyan oficialmente. Canadá, Países Bajos y Estados Unidos presentaron resoluciones en el nivel parlamentario a fin de resolver el asunto de las mujeres de consuelo. Amnesty International ha apoyado una serie de audiciones para los testimonios de las vícimas a lo largo de Europa desde 2007 y también el grupo demanda la activa participación de los gobiernos europeos de que estos hagan presión a Tokio. Después de los testimonios en el parlamento europeo, la institución parlamentaria pasó una resolución oficial contra Japón junto a los Países Bajos. Las organizaciones no-gubernamentales celebraron varios eventos incluso una conferencia en Consejo de Derechos Humanos de las Naciones Unidas en Ginebra y la primera manifestación del miércoles en Francia.
El gobierno neerlandés escribió en su reportaje en el año 1994 sobre los sacrificios de sus pueblos durante la Segunda Guerra Mundial. En 2007, Segunda Cámara de los Estados Generales de Ámsterdam anunció la resolución que solicita no se hable más sobre este asunto.
En Canadá, han sido varios eventos que se han realizado para escuchar los testimonios a nivel de gobierno y en todo el país. La Cámara de los Comunes de Canadá comprobó la audiencia de las sobrevivientes en Ottawa, declarando en la propuesta del año 2007 que Japón no se ha pronunciado oficialmente.
Los Estados Unidos apoyan los asuntos sobre los derechos humanos y solicitaron las disculpas de Japón a las víctimas. La Cámara de Representantes de los Estados Unidos aprobó la resolución N.º 121 el 30 de julio de 2007, donde pidieron que se reexamine la situación y enseñanza sobre las mujeres de consuelo en los libros de historia japoneses. En julio de 2012, la ex-secretaría Hillary Clinton quien representa gran apoyo al tema, crítica el uso de la designación mujeres de consuelo (comfort women) que debe cambiarse a las esclavas sexuales forzadas sobre la base de la concepción y característica. La Casa Blanca continúa apoyando la necesidad de manejar la violación de los derechos humanos. Unas lápidas conmemorativas se asentaron en Nueva Jersey y California en 2010 y 2013, respectivamente.
Como el primer ministro, Shinzo Abe declaró que no hay ni una sola evidencia sobre las esclavas forzadas, diversas críticas aparecieron tras las palabras de Japón las cuales devalúan la dignidad humana de las víctimas. En 2014, el Papa Francisco se encontró con las siete sobrevivientes surcoreanas.

#### Academia
Los políticos japoneses han tratado de ejercer presión sobre las editoriales estadounidenses a fin de eliminar la descripción sobre las mujeres de consuelo a causa de degradar el sentimiento de Japón.
Como el primer ministro, Shinzo Abe ascendió al poder por segunda vez en 2012 después de su caída en 2007, él y sus ministros representaron las dudas y preguntas sobre las disculpas anteriores. El ministro de educación comenzó la revisión de los textos autorizados, orientando a crear la duda sobre la existencia de la esclavitud femenina. Su gabinete dijo que algunos textos en los Estados Unidos conservan muchos errores y menciones negativas sobre Japón y algunos no reflejan la verdad, entonces el gobierno japonés debe elevar la voz para recuperar su honor. Los delegados japoneses fueron enviados en 2014 a la editorial McGraw Hill junto a unos profesores de historia, ganando así la ayuda de la sociedad histórica japonesa. Dice que ellos solicitaron eliminar unos contenidos acerca de las esclavas sexuales en los textos estadounidenses, provocando en la sociedad histórica estadounidense una declaración donde manifiestan la lástima que sienten gracias a la revisión japonesa en cuanto a este tema.
Tras varios intentos de revisar la historia, los congresistas estadounidenses hicieron unas mesas de trabajo donde solicitan se evalúe el caso en cuanto a derechos humanos. En mayo de 2015, 187 profesores quienes su asignatura principal es historia del Asia Oriental, enviaron una carta oficial donde exigían el cambio de la política japonesa en este tema. Participaron los expertos como el ganador de premio Pulitzer John Dower, el profesor de la universidad Harvard, Ezra Vogel y
Alexis Dudden, profesora de historia de Universidad de Connecticut son quienes han liderado en conjunto un manifiesto de los historiadores que denuncian la postura de negar su historia. Más de 450 profesores alrededor del mundo firmaron la declaración sin hacer caso de sus asignaturas principales.

## Salud
Las mujeres forzadas al servicio sexual recibían un periódico examen de salud para impedir la concepción y prevenir enfermedades de transmisión sexual. Si una mujer llegaba a concebir, se le inyectaba una droga llamada 606 que provocaba el aborto, se les practicaba el aborto quirúrgico o eran esterilizadas a la fuerza. Debido a que las mujeres fueron expuestas a varias enfermedades sexuales y a los abortos forzados muchas veces, e incluso se hicieron con ellas experimentos de aborto artificial, muchas víctimas casi perdieron su salud física y no pudieron embarazarse nunca más, lo que impidió incluso que estas mujeres pudieran contraer matrimonio en muchos casos. Según varias investigaciones, las mujeres mostraban heridas o síntomas como enfermedades en el útero, deformación de hombro o columna debido a la violencia de las agresiones, artritis y heridas por tortura (fuego o espada) a las que eran sometidas si se negaban. Los síntomas mentales incluyen la depresión, TEPT, cefalea crónica, pesadillas e insomnio.
Además, las víctimas sufrieron luego el aislamiento, dificultades económicas y el rechazo social en la conservadora sociedad de su país. Al enfrentar estas dificultades en su pueblo, algunas mujeres no regresaron. Un testimonio de la víctima taiwanesa, Teng Kao Pao-chu muestra la situación del trance de las sobrevivientes:

Yo perdí toda mi vida. Me consideraba una mujer sucia. Y no pude buscar ningún medio de vida, con este sufrimiento tan grande. La próxima generación japonesa debe conocer las malas acciones de sus padres.

Las mujeres demostraron dificultades para controlar su emoción y furor interno sobre la base de test de Rorschach, una técnica y método proyectivo de psicodiagnóstico. Como tuvieron que estar lejos de sus familias sin socialización propia y estabilidad durante largo plazo, psicológicamente manifestaron una ansiedad muy intensa además de lidiar con la dificultad de tener socialización. Un ensayo clínico en 2011 también anunció que las sobrevivientes seguían propensas a sufrir trastorno por estrés postraumático después de 60 años de la guerra.

### Naciones Unidas
- McDougall, Gay J. (22 de junio de 1998), CONTEMPORARY FORMS OF SLAVERY—Systematic rape, sexual slavery and slavery-like practices during armed conflict, consultado el 12 de noviembre de 2007..

### Gobierno surcoreano
- MOFA Spokesperson’s Statement: Japan’s provocation over Dokdo and evasion of responsibility toward sexual slavery victims drafted for the Japanese imperial army have the same origin, MOFA Corea del Sur, 22 de febrero de 2014, consultado el 2 de agosto de 2015..
- Yoon, Byeong-se (6 de marzo de 2014), Korea appeals to UN to solve comfort women issue, Korea.net, archivado desde el original el 4 de marzo de 2016, consultado el 2 de agosto de 2015..
- Cho, Tae Yul (4 de marzo de 2015), Statement by H.E. Mr. CHO Tae-yul, Vice Minister of Foreign Affairs Republic of Korea at the High-level Segment of the 28th Session of the UN Human Rights Council, Ministry of Foreign Affairs, consultado el 2 de agosto de 2015..
- Park, Geun-Hye (1 de marzo de 2015), Address by President Park Geun-hye on the 96th March First Independence Movement Day, Gobierno de Corea del Sur, consultado el 2 de agosto de 2015..

### Gobierno neerlandés
- Ministerie van Buitenlandse zaken (24 de enero de 1994), «Gedwongen prostitutie van Nederlandse vrouwen in voormalig Nederlands-Indië [Enforced prostitution of Dutch women in the former Dutch East Indies]», Handelingen Tweede Kamer der Staten-Generaal [Hansard Dutch Lower House] 23607 (1), ISSN 0921-7371., authored by the Dutch Minister of Foreign Affairs, laysummary by Nationaal Archief [Dutch National Archive] (Dutch), 2007-03-27.

### Gobierno estadounidense
- O'Herne, Jan Ruff (15 de febrero de 2007), Statement of Jan Ruff O'Herne AO, Subcommittee on Asia, Pacific and the Global Environment, Committee on Foreign Affairs, U.S. House of Representatives, archivado desde el original el 28 de febrero de 2007, consultado el 23 de marzo de 2007..
- Honda, Mike (15 de febrero de 2007), Honda Testifies in Support of Comfort Women, U.S. House of Representatives, consultado el 23 de marzo de 2007. (enlace roto disponible en Internet Archive; véase el historial, la primera versión y la última)..
- GovTrack.us (2007–2008), H. Res. 121: Expressing the sense of the House of Representatives that the Government of Japan should formally.., consultado el 23 de marzo de 2007.

### Gobierno japonés
- Kono, Yohei (4 de agosto de 1993), Statement by the Chief Cabinet Secretary Yohei Kono on the result of the study on the issue of "comfort women", Ministry of Foreign Affairs of Japan..
- «The Comfort Women Issue», us.emb-japan.go.jp, consultado el 4 de julio de 2008. (enlace roto disponible en Internet Archive; véase el historial, la primera versión y la última)..

### Libros
- Henson, Maria Rose (1999), Comfort Woman: A Filipina's Story of Prostitution and Slavery Under the Japanese Military, Rowman & Littlefield Publishers, ISBN 0847691497..
- Bix, Herbert P. (2000), Hirohito and the Making of Modern Japan, HarperCollins, ISBN 0-06-019314-X..
- Yoshimi, Yoshiaki (2002), Comfort Women. Sexual Slavery in the Japanese Military During World War II, Asia Perspectives, translation: Suzanne O'Brien, New York: Columbia University Press (publicado el 2000), ISBN 0-231-12033-8..
- D.M., McRae (2003), The Canadian Yearbook of International Law (v.41), ISBN 0774844493 Texto «publisherUBC Press

» ignorado (ayuda)..
- Gamble, Adam; Watanabe, Takesato (2004), A Public Betrayed, Regnery Publishing, ISBN 0895260468..
- Hayashi, Hirofumi. "Disputes in Japan over the Japanese Military 'Comfort Women' System and Its Perception in History," Annals of the American Academy of Political & Social Science, May 2008, Vol. 617, pp 123–132
- Yun, David (2004), Dear Humanism, iUniverse, ISBN 0595338399..
- Rose, Caroline (2005), Sino-Japanese relations: facing the past, looking to the future?, Routledge, ISBN 9780415297226..
- Drea, Edward (2006), Researching Japanese War Crimes Records. Introductory Essays (pdf), Washington DC: Nazi War Crimes and Japanese Imperial Government Records Interagency Working Group, ISBN 1-880875-28-4, consultado el 1 de julio de 2008..
- Chan, Jennifer (2008), Another Japan is Possible: New Social Movements and Global Citizenship Education, Stanford University Press, ISBN 080475781X..
- Soh, C. Sarah. The Comfort Women: Sexual Violence and Postcolonial Memory in Korea and Japan (2009)
- Tanaka, Yuki. Japan's Comfort Women: Sexual Slavery and Prostitution During World War II and the US Occupation (2009)
- Herzog, Peter J. (2013), Japan's Pseudo-Democracy, Routledge, ISBN 113423998X..

### Artículos de periódicos
- Mitchell, Richard H. (abril de 1997), «George Hicks. The Comfort Women: Japan's Brutal Regime of Enforced Prostitution in the Second World War», The American Historical Review 102 (2): 503. (Review of Hicks, 1997).
- Yoneyama, Lisa (winter 2002), «NHK's Censorship of Japanese Crimes Against Humanity», Harvard Asia Quarterly VI (1), archivado desde el original el 27 de agosto de 2006, consultado el 6 de marzo de 2012..
- Levin, Mark, Case Comment: Nishimatsu Construction Co. v. Song Jixiao Et Al., Supreme Court of Japan (2d Petty Bench), April 27, 2007, and Ko Hanako Et Al. V. Japan, Supreme Court of Japan (1st Petty Bench), April 27, 2007 (January 1, 2008). American Journal of International Law, Vol. 102, No. 1, pp. 148–154, January 2008. Available at SSRN: http://ssrn.com/abstract=1542727
- Przystup, James (julio de 2007), «Japan-China Relations: Wen in Japan: Ice Melting But..» (PDF),  en Glosserman, Brad; Namkung, Sun, eds., Comparative Connections, A Quarterly E-Journal on East Asian Bilateral Relations (Honolulu: Pacific Forum CSIS) 9 (2): 131-146, ISSN 1930-5370, archivado desde el original el 2 de abril de 2012, consultado el 10 de julio de 2010..

### Artículos Nuevos
- Irene Lin (18 de diciembre de 2000), WWII sex slaves want Japan to wake up, Taipei Times, consultado el 4 de julio de 2008..
- Irene Lin (18 de diciembre de 2000), Sexism and racism underlined Japan's comfort women system, Taipei Times, consultado el 2 de agosto de 2015..
- Mark Landler (2 de marzo de 2001), Cartoon of Wartime 'Comfort Women' Irks Taiwan, The New York Times, consultado el 5 de julio de 2008..
- Coop, Stephanie (23 de diciembre de 2006), Sex slave exhibition exposes darkness in East Timor, The Japan Times, archivado desde el original el 18 de diciembre de 2012, consultado el 23 de diciembre de 2006..
- "Comfort Women" Resolution Likely to Pass U.S. Congress, Digital Chosunibuto (English edition), 2 de febrero de 2007, archivado desde el original el 13 de marzo de 2007, consultado el 30 de marzo de 2007..
- Comfort station originated in govt-regulated 'civilian prostitution', The Daily Yomiuri, 31 de marzo de 2007, p. 15, consultado el 14 de junio de 2008..
- McCurry, Justin (3 de mayo de 2007), Japan rules out new apology to 'comfort women', The Guardian, consultado el 17 de agosto de 2008..
- 'Comfort women' distortion stirs indignation, China Daily, 13 de julio de 2005, consultado el 20 de mayo de 2008..
- Tabuchi, Hiroko (1 de marzo de 2007), Japan's Abe: No Proof of WWII Sex Slaves, The Washington Post, consultado el 23 de marzo de 2007..
- Coleman, Joseph (23 de marzo de 2007), Ex-Japanese PM Denies Setting Up Brothel, The Washington Post, consultado el 1 de julio de 2008..
- Abe questions sex slave 'coercion', BBC News, 2 de marzo de 2007, consultado el 23 de marzo de 2007..
- Japan party probes sex slave use, BBC News, 8 de marzo de 2007, consultado el 23 de marzo de 2007..
- Comfort Women Were 'Raped': U.S. Ambassador to Japan, Digital Chosunibuto (English edition), 19 de marzo de 2007, archivado desde el original el 5 de junio de 2008, consultado el 2 de julio de 2008..
- Keiji Hirano (28 de abril de 2007), East Timor former sex slaves start speaking out, Japan Times, archivado desde el original el 4 de junio de 2012, consultado el 29 de agosto de 2007..
- Assentors (14 de junio de 2007), The Facts, The Washington Post, consultado el 4 de julio de 2008. (paid advertisement).
- Associated Press (6 de julio de 2007), Memoir of comfort woman tells of 'hell for women', China Daily, consultado el 29 de agosto de 2007..
- U.S. got Abe to drop denial over sex slaves, Japan Times, 9 de noviembre de 2007, archivado desde el original el 27 de diciembre de 2012, consultado el 4 de julio de 2008..
- Dutch parliament demands Japanese compensation for "comfort women", Xinhau, 21 de noviembre de 2007, consultado el 4 de julio de 2008..
- Canada MPs demand Japan apologize to WWII 'comfort women', AFP, 28 de noviembre de 2007, archivado desde el original el 14 de diciembre de 2007, consultado el 4 de julio de 2008..
- Jeff Davis (28 de noviembre de 2007), MPs Moved to Tears by Comfort Women, Hill Times, archivado desde el original el 18 de mayo de 2008, consultado el 4 de julio de 2008..
- Sex slaves put Japan on trial, BBC News, 8 de diciembre de 2000, consultado el 1 de julio de 2008..
- Masami Ito (18 de octubre de 2011), 'Comfort women' issue resolved: Noda '65 treaty cited on eve of first Seoul trip; TPP, Hague on radar, The Japan Times, archivado desde el original el 19 de diciembre de 2012, consultado el 20 de octubre de 2011..
- Andrew Browne (24 de junio de 2014), Lost in the Wrangle: Justice for Comfort Women, The Wall Street Journal, consultado el 2 de agosto de 2015..
- Julian Ryall (9 de julio de 2014), Comfort women were just 'wartime prostitutes', says Japanese delegation, The South China Morning Post, consultado el 31 de julio de 2015..
- Federal judge upholds 'comfort women' statue in Glendale park, Los Angeles Times, 11 de agosto de 2014, consultado el 2 de agosto de 2015..
- Filipino ‘comfort women’ demand justice from Japan, The Japan Times, 14 de agosto de 2014, consultado el 2 de agosto de 2015..
- Protesters rally to demand justice for comfort women, Taipei Times, 15 de agosto de 2014, consultado el 2 de agosto de 2015..
- Media slam Japan over 'comfort women' denial, BBC, 23 de octubre de 2014, consultado el 2 de agosto de 2015..
- Park Ki-yong (6 de abril de 2015), Comfort women and Vietnam War survivors pledge to fight together for justice, Hankyoreh, consultado el 2 de agosto de 2015..
- Washington Post Editorial (28 de abril de 2015), Justice for the ‘comfort women’, Washington Times, consultado el 2 de agosto de 2015..
- Liu Jingyang (1 de julio de 2015), 'Comfort Women' Survivor Seeks Justice in Washington, Women China, archivado desde el original el 14 de agosto de 2015, consultado el 2 de agosto de 2015..
- Karen Vergara (7 de julio de 2015), Taiwan Reveals First Memorial Hall to Commemorate ‘Comfort Women’, Yibada, consultado el 2 de agosto de 2015..
- Sohn Jung-in (17 de julio de 2015), Japanese journalists visit 'comfort women' shelter, Arirang News, archivado desde el original el 27 de octubre de 2020, consultado el 2 de agosto de 2015..
- (LEAD) Top U.N. official embraces 'comfort women', Yonhap, 24 de junio de 2015, consultado el 2 de agosto de 2015..
- Peter Ford (26 de julio de 2015), Why Asia is still fighting over World War II, Yahoo, consultado el 2 de agosto de 2015..

### Recursos Online
- European Parliament speaks out on sexual slavery during WWII, Amnesty international, 13 de diciembre de 2007, archivado desde el original el 19 de diciembre de 2007, consultado el 4 de julio de 2008..
- The "Comfort Women" Issue and the Asian Women's Fund (PDF), Asian Women's Fund, archivado desde el original el 28 de junio de 2007, consultado el 6 de marzo de 2012., archived from on 2007-06-28.
- Clancey, Patrick, ed. (1 de noviembre de 1948), Judgment International Military Tribunal for the Far East, «Judgment, International Military Tribunal for the Far East», Hyperwar, a hypertext history of the Second World War..
- Soh, C.Sarah (mayo de 2001), Japan's Responsibility Toward Comfort Women Survivors, Japan Policy Research Institute (JPRI), archivado desde el original el 28 de junio de 2012, consultado el 1 de julio de 2008..
- Yorichi, Alex (1 de octubre de 1944), Report No. 49: Japanese POW Interrogation on Prostitution, exordio.com, quoting the U.S. Office of War Information, consultado el 1 de julio de 2008..
- Dudden, Alexis, US Congressional Resolution Calls on Japan to Accept Responsibility for Wartime Comfort Women, History News Network, consultado el 2 de julio de 2008..
- Nelson, Hank (17 de mayo de 2007), The Consolation Unit: Comfort Women at Rabaul (pdf), The Australian National University, archivado desde el original el 10 de junio de 2007, consultado el 26 de noviembre de 2007..

### Wikisource
- Wikisource en inglés contiene obras originales de o sobre Mujeres de consuelo.
- Wikisource en inglés contiene obras originales de o sobre Mujeres de consuelo.
- Wikisource en inglés contiene obras originales de o sobre Mujeres de consuelo.

### Noticia
- Asian Women's Fund noticia site
- Comfort-Women.org
- Jugun Ianfu Indonesia (enlace roto disponible en Internet Archive; véase el historial, la primera versión y la última).
- Korea Dutch Indies Sex Slavery Translation Project
- 121 Coalition Archivado el 26 de enero de 2019 en Wayback Machine.
- "The Victims" (from the South Korean Ministry of Gender and Family Equality)
- Japan forced women to work as sex slaves during World War II
- Photo gallery at the Seoul Times.
- A Public Betrayed - How the Japanese Media Betrays its Own People
- «Comfort Women» (noticia page). Australian War Memorial. 2006. Archivado desde el original el 1 de agosto de 2008. Consultado el 6 de enero de 2008. - describes the experience of Jan O’Herne in Java
- Nakamura, Akemi; Ikuhiko Hata (denies that sex slavery existed) & Yoshiaki Yoshimi (vocally supports the position that sexual slavery occurred) (20 de marzo de 2007). «Comfort Women: Were they teen-rape slaves or paid pros?». The Japan Times. Archivado desde el original el 29 de mayo de 2012. Consultado el 23 de marzo de 2006.
- Friends of “Comfort Women” Australia (FCWA) (enlace roto disponible en Internet Archive; véase el historial, la primera versión y la última). - not-for-profit organisation focusing on the plight of the Japanese military “Comfort Women” of World War II.
- Mourning, song about comfort women composed by Mu Ting Zhang and directed by Po En Lee

### Investigación académica
- The Comfort Women project (enlace roto disponible en Internet Archive; véase el historial, la primera versión y la última).
- Hayashi Hirofumi's papers on comfort women (enlace roto disponible en Internet Archive; véase el historial, la primera versión y la última).
- Responsibility Toward Comfort Women Survivors: Japan Policy Research Institute Working Paper 77.
- Japan's Comfort Women, Theirs and Ours Archivado el 1 de septiembre de 2018 en Wayback Machine.: Book review, Japan Policy Research Institute Critique 9:2.
- Journal of Asian American Studies 6:1, February 2003, issue on American studies of comfort women, Kandice Chuh, ed.
- No Organized or Forced Recruitment: Misconceptions about Comfort Women and the Japanese Military: Critical study on comfort women problem.

### Documentos oficiales japoneses
- Statement by Prime Minister Tomiichi Murayama on the occasion of the establishment of the "Asian Women's Fund" (1995, Japan Ministry of Foreign Affairs)
- Letter from Prime Minister Junichiro Koizumi to the former comfort women (2001, Japan Ministry of Foreign Affairs)

### Documentos históricos estadounidenses
- House Concurrent Resolution 226 Archivado el 6 de noviembre de 2004 en Wayback Machine. (June 23, 2003, 108th United States Congress), introduced by Rep. Lane Evans (Illinois 17), referred to House Committee on International Relations; not passed.
- Japanese Comfort Women (1944, United States Office of War Information)

- Datos: Q713540
- Multimedia: Comfort women of the Empire of Japan in World War II / Q713540